# Модестов, Сергей Васильевич
Сергей Васильевич Модестов (1882—1919) — революционер, государственный деятель, специалист по аграрному вопросу, журналист, литератор, член КПСС с 1902 года.
Партийные псевдонимы С. В. Модестова, установленные в делах московской, киевской, одесской, тверской, костромской, владимирской, ивановской и других губернских охранок: «Данило», «Клементий», «С. Васильев», «А. Поляков», «А. Шпаковский». За этим неполным перечнем скрыты долгие годы работы в подполье, тюрьмы и ссылки.

## Биография
Родился в Твери в семье потомственных священнослужителей.
Окончил Тверскую духовную семинарию в 1902 году, после чего обучался в «Демидовском высшем наук училище» в ведении Императорского Московского Университета — Демидовском юридическом лицее в Ярославле, который был одним из центров революционного движения (исключён через год в связи с арестом за участие в подпольной социал-демократической организации).
Еще до поступления в лицей С. В. Модестов активно включился в революционную работу, был арестован и обвинен в связях с Тверским комитетом РСДРП. В лицее вел пропагандистскую деятельность среди студентов. В этот период лично знакомится с В. И. Лениным, вместе с другими молодыми революционерами начинает работать под его руководством. В. И. Ленин высоко ценил деятельность С. В. Модестова и опекал в последние годы жизни в период тяжелой болезни.
В 1902—1903 годах являлся одним из организаторов Тверского комитета РСДРП и проводил активную революционную пропаганду среди рабочих Твери.
В 1903 году С.В. Модестова снова арестовывают и прикрепляют за ним негласное наблюдение полиции. За революционную деятельность его исключают из лицея, и он начинает путь профессионального революционера, вступает в РСДРП, переходит на нелегальное положение.
В Твери становится пропагандистом нелегального кружка на стекольном заводе, тесно связан с аналогичными кружками на Морозовской фабрике и на фабрике Берга, которыми руководили П.Ф. Куделли («Тетушка») и К. Н. Громова-Самойлова («Наташа»).
В конце 1903 года избран членом Северного комитета РСДРП и направляют в Кострому для работы по укреплению городской организации, а затем в Иваново-Вознесенск. За короткое время при участии передовых рабочих Р. М. Семенчикова, А. Ф. Калашникова, А. Ф. Батракова, В. С. Голубева, мещанки К. И. Кирякиной были созданы партийные ячейки на большинстве фабрик и заводов города.
В обвинительном акте С. В. Модестова и других обвиняемых в преступлении, предусмотренном ст. 126 уголовного уложения, Владимирского губернского жандармского управления, говорится: «13 апреля 1904 года, в г. Иваново-Вознесенске на чугунно-литейном заводе торгового дома „Калашников, Кирьянов и К“ была устроена забастовка рабочими-литейщиками, которые собрались затем на сходку, где кроме забастовавших рабочих, присутствовал еще молодой человек, убеждавший литейщиков, в произнесенной им речи, твердо настаивать на исполнении владельцами завода, предъявленных при забастовке требований и излагал их формулировку». На другой день опять была сходка и вновь на ней был тот же агитатор, причем на руках у рабочих, появились напечатанные ручным способом воззвания от имени "Иваново-Вознесенской группы Северного Комитета Российской Социал-Демократической Рабочей Партии с содержанием произнесенной накануне речи агитатора и заканчивалось словами: «Смелей, товарищи, один за всех и все за одного».
В этих воззваниях говорилось о том, что все рабочие должны поддерживать требования забастовавших и быть готовыми к отстаиванию своих прав, а также указывалось на необходимость добиться окончательного улучшения положения рабочего класса путем предъявления на стачках рабочими требований политического характера.
Первая русская революция в 1905 году принесла С. В. Модестову освобождение. Он стал уже оформившимся опытным революционером. В книге «Записки подпольщика» Ц. С. Зеликсон-Бобровская вспоминает: «По всяким делам общепартийного характера от Московского областного бюро к нам чаще других приезжал „Данило“ — Сергей Васильевич Модестов. При имени „Данилы“ передо мной возникает смеющееся лицо семинариста Сережи, которого я впервые встретила на конспиративной квартире в Твери в 1903 году. Через два года мы столкнулись с ним в Москве, и он с разными шуточками и прибауточками сообщил мне, что за это время успел посидеть в двух тюрьмах Ярославской и Иваново-Вознесенской. А еще через год в Костроме передо мной был уже вполне оформившийся партийный работник, член Московского областного бюро ЦК т. „Данило“, напоминавший прежнего Сережу лишь своими любимыми шуточками.»
В воспоминаниях В.П. Ногин, А.П. Смирнов и другие видные большевики лестно отзываются о С. В. Модестове. «Он был на редкость одаренной личностью. Говорил остроумно, горячо, логично, убеждающе. Несмотря на свою молодость умел владеть собой и влиять на людей разных возрастов и профессий. Высокий и стройный, с красивыми, правильными чертами лица, он казался воплощением передовой молодежи, полный жажды знаний и революционных действий. Он был из той железной когорты, которую принято называть ленинской гвардией…» — пишет В. Хохлов.
В августе 1905 года вошел в состав Московского окружного комитета РСДРП. Активно участвовал в подготовке устава, работал ответственным организатором в Наро-Фоминской и Рузской организациях Московской губернии, часто бывал в Мытищах.
Участник Декабрьского вооруженного восстания 1905 года в Москве, с оружием в руках сражался на баррикадах на Красной Пресне в Москве. Был схвачен и приговорен к расстрелу, но накануне казни бежал и снова был арестован уже по подпольному паспорту. Сидел около 2-х лет в Таганской тюрьме, затем был сослан в Кемь, оттуда бежал в начале 1906 года.
В апреле 1906 года как член московского окружного комитета РСДРП делегируется делегатом 4-го (объединительного) съезда РСДРП в Стокгольме с правом решающего голоса. На съезде он выступал под фамилией «Васильев». «…Если пролетариат протянет свои закованные руки нашей Думе, — говорил Модестов на съезде, то он получит только новые оковы». После этого съезда Сергей Васильевич становится одним из видных руководителей московских большевиков, выступает в печати со статьями по аграрному вопросу.
В мае 1906 года публикует в газете «Светоч» (№ 10) статью «Наша деревенская работа».
6 июня 1906 участвует в селе Солнечная гора, Клинского уезда, Московской губернии в Первой Московской областной партийной конференции, созванной по его инициативе, и выступает там с докладом о работе среди крестьянства.
На этой конференции он избирается членом Московского областного бюро ЦК РСДРП и вскоре становится его секретарем. Здесь развернулись во всей широте его блестящие способности. Необычайная энергия С. В. Модестова и огромная работоспособность изумляли. Он принимал активное участие в партийных организациях Костромской, Ярославской и Владимирской губернии, проводил там собрания и митинги.
С. В. Модестов завоевал заслуженный авторитет среди подпольщиков и рабочих. Е. А. Дунаев, работавший с С. В. Модестовым, писал: «Это был человек, который интересы партии и дела ставил выше всего… Другой жизни, кроме партии, для него не было». «Сергей Васильевич привлек меня какой-то из ряда вон выходящей симпатичностью, которой он дышал», вспоминал другой его московский сподвижник по работе Н. Л. Мещеряков. Проводил большую работу по созданию массовых организаций для населения.
3 сентября 1906 года С. В. Модестов принимает участие в областной конференции профсоюзов в Москве.
В марте 1907 года выступил с докладом «О текущем моменте» на московском областном съезде представителей партийных организаций средних учебных заведений Московской губернии. Он был одним из главных инициаторов проведения этого съезда, считая важным и крайне необходимым вести идеологическую работу для учащейся молодежи средних учебных заведений. По его докладу единодушно была принята резолюция съезда.
С начала 1907 года С. В. Модестов вместе с А. С. Бубновым, Б. П. Позерном и другими членами областного бюро вел работу по подготовке партийных организаций Московской области к V съезду РСДРП, но довести ее до конца ему помешал его арест 5 мая 1907 во время заседания бюро в квартире Н. А. Андриканиса.
Здоровье С. В. Модестова к тому времени было сильно подорвано. Тюрьмы, ссылки, тяжелая напряженная деятельность в условиях подполья отрицательно сказалась на его состоянии. Был вынесен приговор-высылка в Вологодскую губернию на два года. По ходатайству матери ссылка была заменена высылкой заграницу для лечения. Но С. В. Модестов от поездки отказывается и снова уходит с головой в подпольную революционную работу.
В октябре 1908 года ЦК РСДРП командирует его на Урал для организации выборов на общепартийную конференцию, где он проводит большую работу по созыву в Уфе областной партийной конференции. Там он работает под именем Полякова Александра Ивановича, крестьянина Владимирской губернии, Александровского уезда.
11 ноября 1908 года снова арестовывается. Уфимская охранка сообщает в департамент полиции: «Считая пребывание Модестова в Уфимской губернии вредным и опасным для общественного порядка и спокойствия…выслать его в самые отдаленные места Азиатской России на более продолжительный срок».
21 февраля 1909 года, вышло постановление департамента полиции — выслать С. В. Модестова на три года в Архангельскую губернию. Но уже 26 августа 1909 года архангельский губернатор сообщил о побеге Модестова, после чего во все охранные отделения России по телеграфу незамедлительно было направлено распоряжение — «немедленно схватить и задержать».
С. В. Модестов действовал осторожно, соблюдая конспирацию, напряженно работал по восстановлению разрушенных охранкой партийных организаций Москвы и Московской области.
Осенью 1909 года С. В. Модестов направляется Центральным Комитетом РСДРП своим представителем в южные города России. Модестов ездит на юге из города в город и всюду оказывает помощь местным партийным организациям, ведет огромную работу по разоблачению отзовистов. Участвует в обсуждении на местах решений расширенной редакции «Пролетария», принятых в июне 1909 г. Создает в Ростове-на-Дону партийную организацию. По личному поручению В. И. Ленина едет в Одессу, где охранка арестовала всех членов комитета городской партийной организации и разгромила типографию. Совместно с В. В. Воровским С. В. Модестов приложил максимум усилий по восстановлению связи с рабочими фабрик и заводов Одессы. В Одессе Модестов работает под именем дворянина Шпаковского Адама Антоновича.
28 марта 1910 года его арестовывают по подложному паспорту А. А. Шпаковского. При обыске у него обнаружили материалы V Всероссийской конференции РСДРП, полученные от В. И. Ленина.
21 апреля 1910 года на запрос Одесской охранки начальник Тверского жандармского управления сообщил: «Модестов очень убежденный, вредный и активный революционный деятель». В период следствия по делу «22 большевиков» в Одессе поступили агентурные сведения о том, что ЦК РСДРП командирован в Одессу южный агент, известный в партии под именем «Климентия» для восстановления Одесской организации, деятельность которой почти прекратилась из-за произведенных в ночь на 9 января арестов наиболее активных работников. Эта характеристика дала козырь в руки одесских судей приговорить С. В. Модестова к шести годам каторжных работ, без зачета предварительного заключения.
В первые же дни пребывания в Николаевской каторжной тюрьме надзиратели жестоко избили С. В. Модестова, после чего у него была парализована левая часть тела. По ходатайству матери и заключению врачей, его перевели в Тверскую тюрьму общего режима, где он пробыл два с половиной года.
В 1915 году больного С. В. Модестова отправили в Сибирь на бессрочное поселение.
В марте 1917 года С. В. Модестов санитарным поездом вернулся из сибирской ссылки в Москву. Тюрьмы, побои, каторга, ссылка сильно подорвали его здоровье.
В Москве он жил в семье родной сестры — Елены Васильевны Лебедевой (ур. — Модестовой) и ее мужа, друга юности С. В. Модестова, профессора Владимира Николаевича Лебедева. Лечился, дышал свежим воздухом на Подмосковной даче. В сентябре 1917 г. уехал в Тверь.
После Февральской революции 1917 года редактировал в Твери первую большевистскую газету «Пролетарская мысль» и «Известия» Тверского губисполкома. Был избран членом Тверского комитета РСДРП(б). После Октябрьской революции 1917 года — членом губкома РКП(б), в 1918—1919 годах — стал редактором газеты Наркомата земледелия «Голос трудового крестьянства» и журнала «Красный пахарь». Сотрудники редакций газет поражались одержимости С. В. Модестова, его журналистской хватке, неистощимой энергии, жажды труда. Он трудился буквально день и ночь: писал статьи, правил гранки, дежурил в типографии, беседовал с людьми. Кроме редактирования, выполнял партийные поручения, не связанные с газетной работой, писал проблемные статьи по аграрным вопросам в московские и петроградские газеты. Таких статей было опубликовано свыше пятидесяти.
С осени 1918 года С. В. Модестов стал редактором газеты «Голос трудового крестьянства» в Москве. При его активном, руководящем содействии с января 1919 года начал выходить журнал Наркомзема РСФСР «Красный Пахарь», редактором которой С. В. Модестов был по совместительству.
Старшая сестра В. С. Модестова, Вера Сергеевна Глебовская (ур. Модестова), писала в воспоминаниях: «…Ленин хорошо знал Сережу… После установления Советской власти В. И. Ленин в Москве приглашал Модестова в Кремль на заседания, как компетентного работника по аграрным вопросам. Учитывая тяжелую болезнь Сережи, Ленин поручал его в таких случаях надзору кого-либо из присутствующих врачей…»
Особенно энергично и неустанно разъяснял в коротких и ярких статьях С. В. Модестов важность и шаги к переустройству деревни — комунны, кооперативы. Близкие друзья писали, что «его никакими силами нельзя было удержать от работы, в нем была огромная жажда к труду». А работалось ему трудно. «Каждые полчаса — час силы почти покидают меня, и я должен ложиться. Но едва лягу, как какая-нибудь новая мысль быстро взвинтит мою энергию, и я опять вскакиваю и бегу писать». К сожалению, болезнь прогрессировала. Последние дни жизни С. В. Модестов работал, прикованный к постели.
Скончался С. В. Модестов 4 апреля 1919 года в своей квартире на ул. Воздвиженка, д. 4, кв. 19. По словам сестры — В. В. Глебовской — одним из первых узнал о его смерти В. И. Ленин, пославший нарочного к больному С. В. Модестову с фруктами, но тот не застал его в живых.
В. Н. Ногин («Макар») писал в газете «Известия» 6 апреля 1919 года: «Жизнь его была одним непрерывным скитанием из тюрьмы в подполье, оттуда в ссылку, на каторгу, и опять в тюрьму, и опять в ссылку. Так провел Модестов половину жизни и умер тридцати шести лет от роду, в это горячее время, когда так нужны его талант, трудоспособность и преданность революционному делу. В последней стадии чахотки, таща за собой беспомощную левую половину тела, он, уже почти умирая, все еще продолжал писать в газете и руководить ею. И можно смело сказать, не боясь упрека в переоценке покойного товарища, что он был одним из очень немногих марксистов, вполне овладевших аграрным вопросом во всей его теоретической глубине и во всей современной практике. И в то же время Модестов был одним из немногих „аграрников“, вполне овладевших марксистским методом мышления. Это редкое у нас сочетание сделало его особенно ценным работником в области земельной политики и заставило всех работающих в этой области внимательно прислушиваться к его голосу… Наша партия потеряла в Модестове одного из самых ценных, неоценимых работников, которого революционная работа высосала до последней капли крови.».
Похоронен на Новодевичьем кладбище в Москве участок № 4, ряд 17.

## Семья
Отец — Василий Михайлович Модестов, мать — Ольга Александровна Модестова (ур. — Пешехонова из рода потомственных священнослужителей и иконописцев).
Дед — Александр Иванович Пешехонов (1833—1880)- протоиерей Троицкой за Тьмакой церкви в Твери, церковный историк, его труды послужили введением в обязанности священников составлять описание церквей Тверской епархии.
Родная сестра — Елена Васильевна Лебедева (ур. — Модестова), жена микробиолога и основателя научной кинематографии Владимира Николаевича Лебедева.
Супруга — Модестова Шарлотта Петровна (ур. — Инзер), зубной врач, член революционного движения.